# Total Request Live
Pour les articles homonymes, voir TRL.
Total Request Live, connu sous le nom de TRL, était une émission de télévision musicale diffusée sur MTV qui comportait des clips vidéos. TRL était la première émission de MTV pour les vidéos musicales alors que la chaîne continuait à se concentrer sur la télé-réalité. En plus des clips vidéos, TRL avait des invités tous les jours. L'émission était un outil de promotion utilisé par les musiciens, les acteurs, et d'autres célébrités pour promouvoir leurs œuvres les plus récentes pour les adolescents qui regardent l'émission.
TRL diffusait les dix vidéos les plus demandées de la journée par les téléspectateurs qui votaient en ligne pour leur vidéo préférée. Le classement commençait avec la dixième vidéo la plus demandée et finissait avec la plus demandée. À partir du 22 octobre 2007, le classement de TRL était basé sur les votes, les classements, les sonneries, les téléchargements, la diffusion en radio et son utilisation, ce qui signifie que la vidéo la plus demandée par les téléspectateurs n'est peut-être pas la vidéo numéro 1. L'émission était généralement diffusée du lundi au jeudi pendant une heure, même si les jours et la durée du programme ont changé au fil des années. Malgré le mot « Live » dans le titre de l'émission, de nombreux épisodes étaient en fait enregistrés. 
Le record de nomination à la position de numéro 1 est détenu par Shape of My Heart des Backstreet Boys, avec un total de 63 fois.
Il a été annoncé le 15 septembre 2008 que TRL serait plus diffusée et remplacée par FNMTV (Feedback New MTV). La dernière émission, spéciale de trois heures a été diffusé le 16 novembre 2008, à 20 heures.
À l'heure actuelle, une version locale de TRL est toujours diffusée en Italie sur MTV.

## Histoire

### Les racines deTRL
Les racines de TRL remontent à 1997 quand MTV commence à produire MTV Live (originellement présentée par la VJ britannique Toby Amies) à partir des nouveaux studios MTV à Times Square à New York. MTV Live contient des interviews de célébrités, des performances musicales, et régulièrement des nouvelles. Bien que les producteurs minimisent les similitudes, MTV Live partage plusieurs éléments de signature avec Much On Demand, une émission en direct sur MuchMusic,une chaîne concurrente canadienne, dont ses fenêtres qui montrent les spectateurs dans une rue métropolitaine, dans le style de Good Morning America. Les clips ne sont pas la principale partie du programme.
Pendant la même période, MTV diffuse une émission de classement simplement appelée Total Request, présenté par Carson Daly. Total Request était beaucoup plus atténuée, avec Daly présente des clips avec un décor vide et faiblement éclairé. Avec l'émission qui progresse et qui gagne plus de dynamisme avec plus de téléspectateurs qui regardent, il est rapidement ajouté à la liste de programmes de journée durant le Summer Share de MTV à Seaside Heights dans le New Jersey. Le classement se révélera être l'une des émissions les plus regardées et les plus interactives dans l'histoire récente de MTV, ce qui démontre qu'elle avait le potentiel pour devenir un succès encore plus grand en se combinant avec le direct.

### Période Carson Daly
À l'automne 1998, les producteurs de MTV décident de fusionner l'aspect de direct de MTV Live et la puissance de contrôle sur les fans de Total Request dans Total Request Live, qui fait sa première officielle dans les studios de MTV le 14 septembre 1998. L'émission en se développant, devient le programme non officiel et phare de MTV.
Le présentateur original de TRL, Carson Daly, a de la popularité dans l'émission. L'acronyme bien connu TRL est adopté comme le titre officiel de l'émission en février 1999, après que Daly et Dave Holmes ont commencé à utiliser l'acronyme à l'antenne régulièrement. Depuis cela, le programme a rarement été décrit avec son titre complet, Total Request Live. Le classement débute avec succès, tout en recevant des centaines de voix pour des personnalités comme Hanson, Aaliyah, Eminem, Britney Spears, 'N Sync, et Backstreet Boys.
TRL passe sa première année à développer un suivi de type « culte ». À l'automne de 1999, un public en studio est ajouté à l'émission. Au printemps 2000, le classement atteint son sommet, devenir une icône de la pop culture très reconnaissable dans ses deux premières années d'existence. Une édition weekend de l'émission appelée TRL Weekend, avec un classement qui consiste à une moyenne du Top 10 de la semaine, est diffusée pendant un court temps en 2000.
En 2001, la popularité de TRL était à un tel niveau qu'il a engendré une série dérivée pour la musique country, CMT Most Wanted Live, sur la chaîne sœur CMT, jusqu'en 2004.
Certaines modifications ont été apportées à TRL tout au long du cours des années suivantes. L'émission reçoit un nouveau jeu et un nouveau graphisme d'écran pour le début de la saison d'automne de 2001. Une année plus tard, le 23 octobre 2002, TRL célèbre son 1000e épisode. La vidéo numéro 1 de cette journée était Dirrty de Christina Aguilera. Également, tout au long de l'année 2002, le présentateur original Carson Daly est vu de moins en moins.

### Période post-Carson Daly
En 2002, la génération suivante de TRL est inaugurée car Carson Daly quitte officiellement son poste de présentateur. Il quitte l'émission pour présenter son propre talk-show sur NBC qui s'intitule Last Call, et qui a commencé un an plus tôt. Depuis que Daly a démissionné, une plaque tournante de VJ a présenté TRL, dont Damien Fahey, Vanessa Minnillo, Quddus, La La Vasquez, Susie Castillo, et Hilarie Burton. Certains de ces VJs ont fait leurs débuts dans l'émission pendant les années précédentes, donc ils ont déjà eu l'occasion de présenter l'émission, les jours où Carson Daly n'était pas présent.
Certains changements ont été apportés à la procédure de vote de TRL en 2005. L'émission permettait à quiconque de voter en ligne à plusieurs reprises, mais dans le cadre de ces changements, seulement les membres enregistrés sur MTV.com pouvaient voter en ligne. En plus, une limite d'un vote par jour est ajoutée. Puis, le 10 juillet 2006, MTV annonce que les votes ne seraient plus pris par téléphone, terminant l'héritage du numéro de téléphone « DIAL MTV », qui avait été utilisé pour le vote sur MTV depuis l'émission de classement Dial MTV à la fin des années 1980.
En septembre 2006, TRL fête son huitième anniversaire, et il continue d'être le plus ancien des programmes en direct que MTV a produit. Il est également le troisième programme le plus ancien de tous les temps dans l'histoire de la chaîne, derrière The Real World, qui a été diffusé pendant les 14 dernières années, et 120 Minutes, qui a été diffusé pendant 17 ans. Pendant ce temps, TRL commence à être diffusée officiellement que pendant quatre jours par semaine (du lundi au jeudi), par opposition à l'ensemble des cinq jours de la semaine où l'émission était diffusée auparavant.
Le 2 novembre 2006, TRL a fait ses débuts en ce qui a été désigné comme la première annonce de service public hip-hop sur le réchauffement climatique. La vidéo de trente minutes intitulée Trees, (arbres en français) met en garde contre la déforestation et les dangers du réchauffement de la planète. La vidéo correspond à la campagne sociale de MTV, Break the Addiction, dans le cadre du pense MTV.
Les présentateurs en titre de TRL, en 2008, étaient Damien Fahey et Lyndsey Rodrigues. En plus, Stephen Colletti, un ancien membre de Laguna Beach, est apparu dans TRL comme présentateur, de nombreuses fois. Le reste des VJ sont en train ou ont travaillé sur des projets en solo. La La Vasquez travaille sur son premier album de rap. L'ancienne VJ Hilarie Burton quitte TRL pour travailler sur la série Les Frères Scott pendant 6 ans dans le rôle de Peyton Sawyer. À l'automne de 2009, elle quitte Les Frères Scott et elle se concentre maintenant sur sa société de production Southern Gothic Productions. Quant à Quddus, il travaille sur un film.
Le 22 mai 2007, TRL fête son 2000e épisode, en montrant les meilleurs moments des 2000 épisodes passés, et un classement spécial des dix meilleurs vidéos qui ont apparu dans l'émission. Cry Me a River de Justin Timberlake prend la première place de ce classement spécial.

### La fin deTRL
En 2007, des rumeurs qui indiquent que l'émission de classement de clips devait être annulée commencent à circuler. Au début 2007, une moyenne de 373 000 téléspectateurs regarde régulièrement le programme. New York Daily News est l'un des premiers à publier cette rumeur. En février 2007, MTV dit que la rumeur n'était pas fondée et revendique que TRL continuera à être à l'antenne pour le futur proche.
Les producteurs de TRL expérimentent avec une interaction du spectateur via le Web tout au long de la saison 2006-2007, en montrant des vidéos virales, et en permettant aux téléspectateurs d'envoyer des commentaires sur une vidéo via les forums et via webcam, avec un accent sur le portail vidéo de MTV, depuis abandonnée, Overdrive. Cependant, MTV prévoit secrètement d'arrêter l'émission et de la remplacer avec une qui met encore plus l'accent sur l'interaction avec le spectateur, qui s'appelle YouRL (un homophone de URL).
Mais, en juillet 2007, il est signalé que YouRL n'est pas bien reçue par le public d'essai et que le concept de YouRL est abandonné pour le moment. Total Request Live commence comme d'habitude une nouvelle saison le 4 septembre, ce qui marque la 10e saison de Total Request/Total Request Live.
Le 15 septembre 2008, il est annoncé que TRL serait arrêtée. Le dernier épisode régulier en semaine est diffusé le 13 novembre 2008 avec comme invités Seth Green et The All-American Rejects. Les Rejects passent tout l'épisode à aider à démonter le décor qui était le thème de l'épisode. À la fin de l'épisode, Lindsey et Damien collaborent dans le démontage en faisant la dernière étape qui est d'éteindre toutes les lumières. Puis, il y a eu un montage des membres des équipes de l'émission qui ont dit au revoir en agitant la caméra.
Une émission spéciale de trois heures marquant la fin de l'émission a été diffusée le 16 novembre 2008. Plusieurs artistes font des apparitions, dont Ludacris, Snoop Dogg, Nelly, Beyoncé Knowles, 50 Cent, Fall Out Boy, Backstreet Boys, Justin Timberlake, Kid Rock, JC Chasez, Christina Aguilera, Travis Barker, Taylor Swift, Hilary Duff, Eminem, et Jonathan Davis des Korn. L'ancien présentateur Carson Daly dit à Joyce Eng de TV Guide dans une interview que l'augmentation du rôle d'Internet dans les médias de masse a contribué au changement de l'émission.
Le dernier clip diffusé dans TRL (durant le dernier épisode) est ...Baby One More Time de Britney Spears, qui est la vidéo numéro un dans le classement parmi les vidéos les plus emblématiques de tous les temps.

### Top 10 final
TRL a choisi le top dix des vidéos les plus emblématiques et l'ont diffusée dans leur dernier classement.
| Position | Année | Artiste                        | Vidéo                 | Réalisateur                  |
| -------- | ----- | ------------------------------ | --------------------- | ---------------------------- |
| 1        | 1998  | Britney Spears                 | ...Baby One More Time | Nigel Dick                   |
| 2        | 2000  | Eminem                         | The Real Slim Shady   | Dr. Dre/Philip Atwell        |
| 3        | 1999  | Backstreet Boys                | I Want It That Way    | Wayne Isham                  |
| 4        | 2000  | 'N Sync                        | Bye Bye Bye           | Wayne Isham                  |
| 5        | 2002  | Christina Aguilera             | Dirrty                | David LaChapelle             |
| 6        | 1999  | Kid Rock                       | Bawitdaba             | Dave Meyers                  |
| 7        | 2003  | Beyoncé avec Jay-Z             | Crazy in Love         | Jake Nava                    |
| 8        | 2004  | Usher avec Ludacris & Lil' Jon | Yeah!                 | Mr. X                        |
| 9        | 1999  | Blink-182                      | What's My Age Again?  | Marcos Siega/Brandon PeQueen |
| 10       | 2003  | Outkast                        | Hey Ya!               | Bryan Barber                 |

## Bénéfices sur les carrières

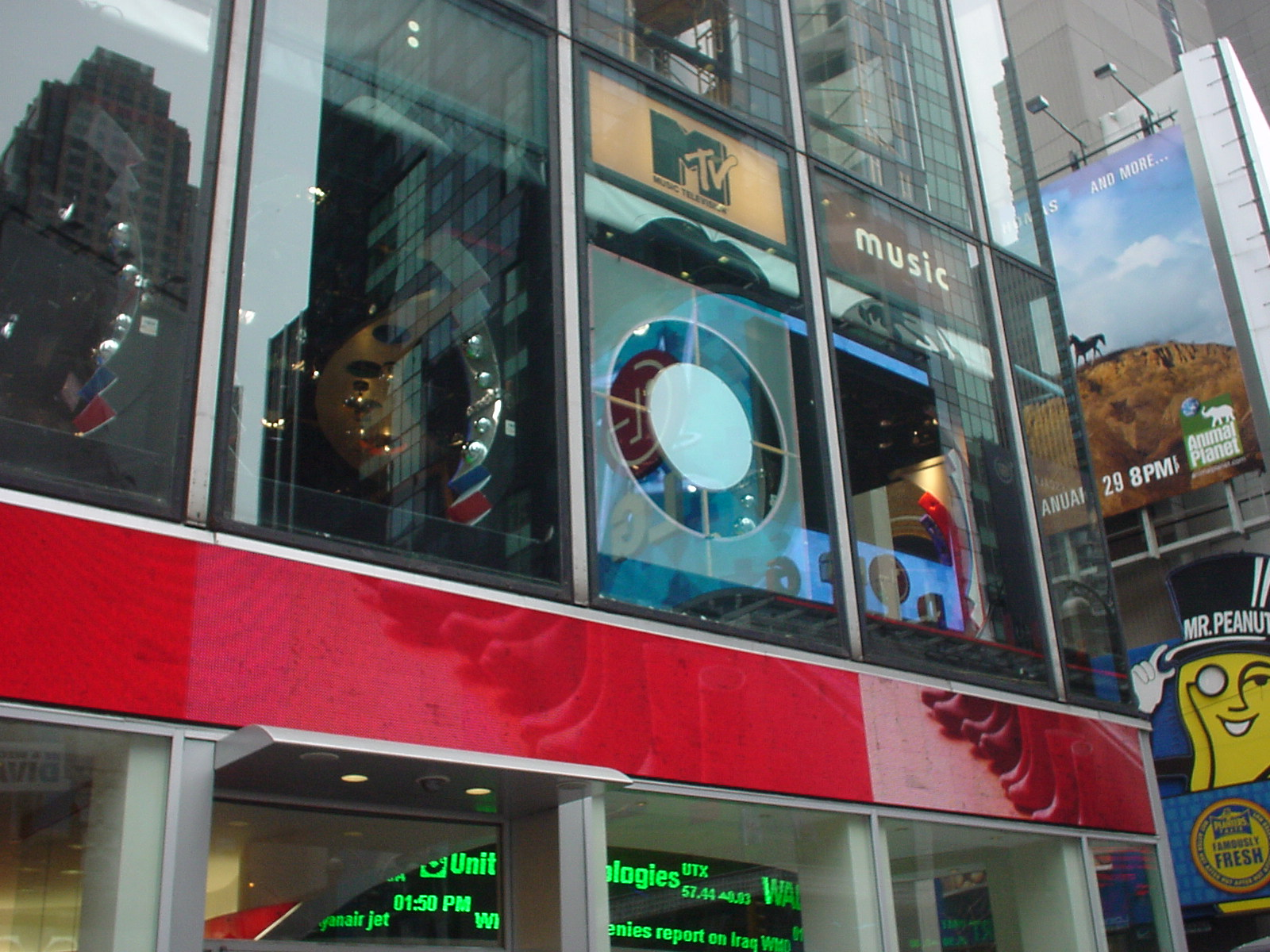
Studios de TRL à Times Square.

TRL est considéré largement comme l'émission qui a lancé la carrière de nombreux artistes adolescents entre la fin des années 1990 et le début des années 2000. Sans la popularité et l'influence de TRL, les artistes suivants n'auraient pas eu un si grand succès.

### Boys bands
Même si les boys band comme Backstreet Boys et 'N Sync ont eu de succès avant le début de TRL à l'automne 1998, ces deux groupes ont atteint leur sommet commercial après la diffusion de leurs vidéos dans TRL. En 1999, le second album solo des Backstreet Boys, Millennium, réalise les meilleures ventes dans la première semaine pour un album studio.
'N Sync apparaît également dans TRL en 2000, quand leur second album studio No Strings Attached, bat le nombre de ventes en première semaine des Backstreet Boys. Une fois de plus, le grand nombre de fans présents ont fermé les rues de Times Square. Pendant la majeure partie de 1998, 1999, et 2000, les vidéos des Backstreet Boys et de *NSYNC avaient la première partie du classement.

### Princesses pop
Les chanteuses pop comme Britney Spears, Christina Aguilera, Mandy Moore, et Jessica Simpson ont toutes fait ainsi leurs débuts musicaux dans TRL. Britney et Christina sont devenus des habitués de l'émission et se présentent souvent comme des invités. Quand les Backstreet Boys ou 'N Sync n'avaient pas de vidéo dans le classement, une vidéo de Spears ou Aguilera est alors sûrement à la première place. Simpson ne bénéficie pas du même type de succès mais quatre ans plus tard, quand elle participe dans Newlyweds: Nick and Jessica, une télé-réalité de MTV. Cette émission aide ses vidéos à devenir des tubes modérés dans TRL. Mandy Moore profite du succès de l'émission avec son premier single Candy en 1999 et I Wanna Be With You, mais n'a pas obtenu une vidéo numéro un jusqu'à son single de 2002 Crush qu'elle a également interprétée dans l'émission. La petite sœur de Jessica Simpson, Ashlee Simpson est une autre princesse pop qui a eu un certain succès sur TRL avec son premier clip Pieces of Me en 2004. 
L'artiste avec le plus de vidéos à la première place dans TRL est la princesse pop Britney Spears avec 3 vidéos qui ont atteint la première place.
Une inhabituelle série de princesses de la pop s'est produite en mars 2007: les numéros un et deux étaient des femmes pour chaque émission. Il n'y avait aucun autre mois dans l'histoire de TRL où chaque émission avait une femme à la première place,.

### Stars Disney
Vanessa Hudgens est la première avec Come Back to Me qui atteint la troisième place, et Say Ok qui prend seulement la 10e position. Les Jonas Brothers ont vu leurs chansons Hold On et SOS être diffusées pour la première fois mais SOS prend seulement la 6e place du classement. When You Look Me in the Eyes était dans le classement pendant plusieurs semaines avant de prendre la première place, après que les fans ont voté des centaines de fois le 19 mars 2008. Burnin' Up a également été numéro 1 dans TRL. Les vidéos de Aly & AJ Rush, Chemicals React et Potential Breakup Song ont tous été dans le classement avec Rush qui a pris la deuxième place, Chemicals React la quatrième, et Potential Breakup Song la cinquième. 7 Things de Miley Cyrus était diffusée pour la première fois dans TRL et a pris la quatrième position de l'émission.

## Versions internationales

### Programmes en cours
- La première version de TRL en dehors des États-Unis était en Italie. Commençant sur MTV Italy le 2 novembre 1999, l'émission est présentée par Marco Maccarini et Giorgia Surina, puis par Federico Russo et Carolina Di Domenico. Pour la saison 2005-2006, Surina revient dans TRL avec un nouveau coprésentateur, Alessandro Cattelan. Après la saison 2005-2006, l'émission est présente seulement par Alessandro Cattelan. Pour la saison 2007-2008, l'émission est présentée d'abord par Alessandro Cattelan et Elena Santarelli, et pour l'été le présentateur homme est remplacé par Carlo Pastore. Plus tard, Carlo Pastore devient le présentateur principal, mais la présentatrice féminine est Elisabetta Canalis. Tout au long de ses 8 saisons, TRL est diffusée à Milan, Rome, Venise, Naples, Genoa et à Turin. TRL Italy est l'émission la plus ancienne de MTV Italy: le 23 décembre 2004, une émission spéciale de deux heures, TRL #1000, est diffusée pour célébrer le 1000e épisode de l'émission. En 2006 il y a aussi un programme appelé TRL Awards où les téléspectateurs choisissent l'artiste de l'année via le web ou le téléphone, et à l'été 2007 est diffusé un rendez-vous spécial hebdomadaire appelé TRL Extra Live, où des chanteurs italiens célèbres font un mini-concert. Actuellement, l'émission est présentée par Brenda Lodigiani, Alessandro Arcodia, Wintana Rezene et Andrea Cadioli, sous le nom TRL On the Road.

### Anciens programmes
- MTV România lance la version roumaine de TRL depuis un magasin concept de Orange à Calea Victoriei (une avenue commerciale importante dans le centre de Bucarest) le 23 janvier 2006[12]. L'émission était diffusée deux fois par semaine, le mardi et le mercredi. Le graphisme était similaire à celle de la version italienne. L'émission s'est terminée durant 2009.
- La version britannique, appelée TRL UK, était présentée par Dave Berry, Alex Zane, Jo Good, et Maxine Akhtar. Elle était diffusée en direct de Leicester Square à Londres. À la suite de la diffusion de la première saison à Leicester Square, le top 10 est retiré de l'émission. La seconde saison finit à la fin de 2005. L'émission n'est jamais revenue à l'antenne, et ses studios sont actuellement utilisés pour un talk-show hebdomadaire présenté par Russell Brand, qui est également diffusé sur MTV UK. Même si TRL UK n'est plus diffusée, MTV UK diffuse toujours la version américaine le matin en semaine à 10 h 00.
- La version australienne de TRL commence comme une émission de weekend, mais ensuite elle commence à être diffusée en direct du lundi au vendredi. Elle était diffusée par Maz Compton, Lyndsey Rodrigues, Nathan Sapsford, et Jason Robert Dundas. Au début 2006, elle était diffusée uniquement le vendredi soir. L'émission a depuis été annulée à la fin 2006 et a été remplacée par The Lair.
- Après que la version polonaise de TRL a échoué, MTV Poland a décidé de lancer une nouvelle émission de classement basée sur la structure de TRL. Son nom est RMF MAXXX Hits et elle est diffusée du lundi au samedi à 14 heures sur MTV Poland.
- MTV France a lancé la version française (Ton Request Live) de l'émission américaine le 24 janvier 2007. Le format est différent du concept original: il n'y a pas le classement avec les 10 vidéos préférées et dans chaque épisode il y avait un mini-film documentaire intitulée TRL en Movies. L'émission s'est terminée après un seul épisode le 25 janvier 2007 et il a retiré de la liste des programmes de MTV France.
- La version allemande de TRL a été un grand succès à travers l'Europe (après l'Italie), et elle s'appelait Total Request Live Germany. TRL Germany avait les meilleures audiences de toutes les versions de TRL en Europe. L'émission était présentée par Joko Winterscheidt et Mirjam Weichselbraun ou Patrice Bouédibéla du mardi au vendredi de 16 h 30 à 17 h 30 et était diffusée en 4 versions: Urban TRL (Musique Hip-Hop), Rock TRL (musique Rock), regular TRL (tous les genres), TRL XXL, (en direct avec des invités. Il a été remplacé par MTV Home en été 2009.
- Au Brésil, MTV a diffusé une émission similaire à TRL intitulé Disk MTV. Ce programme a été créé avant TRL qui existe depuis le lancement de MTV Brazil en 1990, et n'a jamais changé son format qui est le top 10 le plus demandé au fil des ans. Il était diffusé en semaine de 18 à 19 h. Le 29 décembre 2006, MTV Brazil diffuse son dernier Disk MTV, avec une semaine spéciale sur les meilleures vidéos diffusées pendant les 16 années de l'émission, la dernière vidéo diffusée dans le programmé était Smells Like Teen Spirit de Nirvana. L'émission spectacle a été arrêtée car la chaîne ne voulait plus diffuser de clips dans leur grille des programmes de 2007, en affirmant que les vidéos sont quelque chose qui peut être consulté sur leur site web Overdrive.

### Programmes similaires
- En Amérique latine, une version de TRL intitulé Los 10+ Pedidos (Les 10 plus demandés) est diffusée tous les jours. L'émission est présentée par « Gabo » et « Macarena »[13].
- MTV Tr3s, une chaîne américaine qui ciblait le public bilingue hispanique, lance Mi TRL en septembre 2006. L'émission a le même format et les mêmes graphismes que la version anglophone de TRL. Mi TRL est au début présenté par Carlos Santos et Susie Castillo. Depuis, Castillo est avec une autre VJ, Denise Ramerez. Les parties de l'émission de MTV News sont délivrées à partir de Los Angeles par la correspondante Liz Hernandez.